# América-Paraná SC
América-Paraná SC was een Braziliaanse voetbalclub uit Curitiba in de staat Paraná.

## Geschiedenis
De club werd in 1917 na een fusie tussen Paraná Sports Club en América FBC. Het opzet was om een succesvolle club te creëren. De fusieclub slaagde hier in het eerste seizoen in door de staatstitel te winnen. Nadat de club in 1918 echter voorlaatste werd werd besloten om de fusie ongedaan te maken en beide clubs gingen weer hun eigen weg. 

## Erelijst
Campeonato Paranaense
1917